# Freeborn Garrettson
Freeborn Garrettson, né le 15 août 1752 dans le Comté de Harford, dans l'actuel État du Maryland, près de l'embouchure du fleuve Susquehanna et mort le 26 septembre 1827 à New York, est un pasteur, un prédicateur méthodiste et un abolitionniste américain. Inspiré par John Wesley, le fondateur de l'Église méthodiste, il a en aversion toutes les formes d'esclavage, inconciliables avec tout « degré de justice ou de miséricorde ». Il se fit connaître par ses nombreux voyages en tant que prédicateur. Il fut l'un des piliers de la création et de l'organisation de l'Église méthodiste épiscopale des États-Unis  Il a organisé des congrégations en Nouvelle-Écosse, à New York et en Nouvelle-Angleterre. C'est auprès de lui que Richard Allen, fondateur et premier évêque de l'Église épiscopale méthodiste africaine (AME), fait son initiation au méthodisme et son apprentissage de prédicateur.

## Biographie

### Jeunesse et formation
Freeborn Garrettson est le fils de John Garretson et de Sarah Merriarter, née Hanson, Garretson, des propriétaires d'une plantation. Comme tout enfant faisant partie de la gentry il a reçu une bonne formation. Il a découvert la religion par l'église anglicane locale et devient un lecteur assidu de la Bible, puis il se rapproche des Quakers et découvre le méthodisme à travers les prédications de Robert Strawbridge (en) et de Francis Asbury,.
À ses 21 ans, il hérite de la plantation de ses parents, le premier geste de Freeborn Garrettson est d'affranchir la douzaine d'esclaves au service de son domaine. 

### Carrière
Il commence son engagement dans le méthodisme en 1775 et devient le second de Francis Asbury et est considéré comme le second pilier du méthodisme américain après Asbury.

### Vie privée
Freeborn Garrettson épouse Catharine Livingston le 30 juin 1793, le couple donne naissance à une fille.

## Pour en savoir plus

#### Essais et biographies
- (en-US) Nathan Bangs, The life of the Rev. Freeborn Garrettson (réimpr. 2016, aux éditions Wentworth Press) (1re éd. 1832, aux éditions Emory and B. Waugh), 342 p. (ISBN 9781374314528, lire en ligne),
- (en-US) William H.A. Williams, Garden of American Methodism: The Delmarva Peninsula 1769-1820, Rowman & Littlefield Publishers, 1984, rééd. 1 août 1997, 229 p. (ISBN 9780842022279, lire en ligne),
- (en-US) American national biography (ANB), volume 8, Oxford University Press, 1999, 959 p. (ISBN 0195206355, lire en ligne), p. 752-753,

#### Articles
- (en-US) Rodger M. Payne, « Metaphors of the Self and the Sacred: The Spiritual Autobiography of the Rev. Freeborn Garrettson », Early American Literature, vol. 27, no 1,‎ 1992, p. 31-48 (18 pages) (lire en ligne )
- (en-US) John H. Wigger, « Taking Heaven by Storm: Enthusiasm and Early American Methodism, 1770-1820 », Journal of the Early Republic, vol. 14, no 2,‎ été 1994, p. 167-194 (28 pages) (lire en ligne ),